# Лука Петридис
Лука (на гръцки: Λουκάς, Лукас) е гръцки духовник, митрополит на Вселенската патриаршия.

## Биография
Роден е в 1850 година в тракийското градче Мадитос с фамилията Петридис или Триколис (Πετρίδης, Τρικώλης). Замонашва се в Кариес на Света гора. Завършва Халкинската семинария в 1878 година. Служи като дякон в Солунската митрополия при митрополит Йоаким (1874 - 1878). След като Йоаким става вселенски патриарх, Лука заминава с него за Цариград и оглавява патриаршеския съд. В началото на 1885 година е назначен за велик архидякон на Патриаршията. През януари 1886 година е избран и на 2 февруари 1886 година е ръкположен в патриаршеската катедрала „Свети Георги“ в Цариград за серски митрополит. Ръкополагането му е извършено от митрополит Никодим Кизически в съслужение с митрополитите Натанаил Бурсенски и Прокопий Мелнишки.
На 15 октомври 1888 година става митрополит на Еноската епархия. В 1892 година започва реконструкция на катедралната църква „Свети Николай“ в Дедеагач.
На 22 май 1899 година става дринополски митрополит. Полага много усилия за развиване на просветното дело и отваряне на нови мъжки и женки училища.
На 27 август 1909 година става берски митрополит, а на 23 юни 1911 година филаделфийски митрополит. Умира във Филаделфия на 19 декември 1912 година.